# Abborrtjärnen (Ljustorps socken, Medelpad, 696735-156525)
Abborrtjärnen är en sjö i Timrå kommun i Medelpad och ingår i Indalsälvens huvudavrinningsområde. Abborrtjärnen ligger i Fageråsen Natura 2000-område. Vid provfiske har abborre fångats i sjön.